# Liste von Kriegerdenkmalen im Saalekreis
Die Liste von Kriegerdenkmalen im Saalekreis enthält Kriegerdenkmale im sachsen-anhaltischen Landkreis Saalekreis. 

## Historische Entwicklung
Zeitgenössische deutsche Kriegerdenkmale als Mahnmal, Gedenk- und Erinnerungsstätte an Kriegsteilnehmer sowie Gefallene, Verwundete und Vermisste entstanden mit Beginn des 19. Jahrhunderts. Vor dieser Zeit wurden überwiegend nur Denkmale einzelnen Personen wie beispielsweise Heerführern, Königen oder Kaisern gewidmet. Ab Anfang des 19. Jahrhunderts wurde damit begonnen auch den einzelnen Krieger in den Mittelpunkt zu stellen und ab Mitte des 19. Jahrhunderts wurden sie, fast überwiegend die Gefallenen und Vermissten, mit Kriegerdenkmalen geehrt. 
Bis nach Ende des Zweiten Weltkriegs wurden viele der Kriegerdenkmale um Gefallene weiterer Kriege erweitert und teilweise umgebaut. 
Die ältesten Kriegerdenkmale im Saalekreis datieren auf den Anfang des 19. Jahrhunderts und sind Soldaten ab der Völkerschlacht 1813, dem Deutschen Krieg 1866 sowie dem Deutsch-Französischen Krieg 1870/1871 und den beiden Weltkriegen gewidmet.

## Liste der Kriegerdenkmale
| Ort                   | Anlass                                                                   | Erfassungsnummer              | Koordinaten                      | Kurzbeschreibung | Bild                                 |
| --------------------- | ------------------------------------------------------------------------ | ----------------------------- | -------------------------------- | --- | ------------------------------------ |
| Asendorf              | Erster Weltkrieg                                                         | 094 55608                     | 51° 24′ 48,7″ N, 11° 44′ 3,1″ O  | Kleindenkmal in Form einer eine Säule auf einem mehrstufigen Postament, die von einem Eisernen Kreuz gekrönt und mit einem nach unten gerichteten Schwert verziert ist. | Kriegerdenkmal Asendorf              |
| Bad Dürrenberg        | Erster Weltkrieg                                                         | 094 65526                     | 51° 17′ 48″ N, 12° 3′ 43,4″ O    | Obelisk auf einem Podest, verziert mit Helm, auf einem mit Eichenlaub geschmückten Schwert. Am Obelisk befindet sich eine Inschriftentafel für den Ersten Weltkrieg. Später um eine Inschriftentafel für den Zweiten Weltkrieg ergänzt. | Kriegerdenkmal Asendorf              |
| Bahnhof Teutschenthal | Erster Weltkrieg                                                         | 094 55652                     | 51° 28′ 14,4″ N, 11° 46′ 59,1″ O | Kleindenkmal gearbeitet als rechteckiger Feldstein mit einer Gedenktafel, das den gefallenen Werksangehörigen des Kaliwerks Krügershall gewidmet ist. | Kriegerdenkmal Bahnhof Teutschenthal |
| Barnstädt             | Deutscher Krieg und Deutsch-Französischer Krieg                          | ohne Denkmalschutz            | 51° 28′ 14,4″ N, 11° 46′ 59,1″ O | Kleindenkmal in Form einer Stele, mit heute kaum lesbarer Inschrift. Eingeweiht am 9. April 1872. Im Jahr 2013 befand sich auf der Stele eine etwa 80 Zentimeter hohe Verzierung, die seit spätestens 2020 nicht mehr existiert. |                                      |
| Barnstädt             | Erster und Zweiter Weltkrieg                                             | 094 16905                     | 51° 20′ 41″ N, 11° 38′ 31,3″ O   | Denkmal in Form dreier nebeneinander angeordneter Stelen, wobei die mittlere Stele von einer Taube auf einer Kugel gekrönt ist und die Inschrift Die Opfer der beiden Weltkriege mahnen zum Frieden! trägt. Die äußeren Stelen sind jeweils mit Namen von Gefallenen oder Vermissten der Orte Barnstädt und Göhritz versehen.                                                                                 | Kriegerdenkmal Barnstädt             |
| Bennstedt             | Erster Weltkrieg                                                         | 094 55039                     | 51° 29′ 0,3″ N, 11° 49′ 32,4″ O  | Denkmal in Form einer Bruchsteinmauer mit der Inschrift DEN GEFALLENEN 1914–1918 VON BENNSTEDT mit im Schriftzug mittig angebrachtem Eisernen Kreuz sowie einer in acht Segmente aufgeteilten Gedenktafel, auf der die Namen nicht mehr lesbar sind. | Kriegerdenkmal Bennstedt             |
| Beuditz               | Erster Weltkrieg                                                         | 094 55302                     | 51° 25′ 11,3″ N, 12° 10′ 40,2″ O | Unter einer Eiche stehender Monolith mit Darstellung eines Helms mit Eichenlaub im oberen Bereich, darunter eine Tafel mit der Inschrift 1914 1918 Die Helden tot – Das Volk in Not und Namen Gefallener oder Vermisster aus Beuditz. | Kriegerdenkmal Beuditz               |
| Brachstedt            | Erster Weltkrieg                                                         | 094 77146                     | 51° 34′ 14,2″ N, 12° 3′ 11,4″ O  | Mit einem Kreuz bekrönte gestufte Stele auf Sockel stehend, die im oberen Bereich auf allen vier Seiten ein Eisernes Kreuz zeigt. Auf drei Seiten der Stele verwitterte Inschriften mit Namen Gefallenener und Vermisster. An der Nord- und Südseite jeweils ein steinerner Kranz als Verzierung und auf der Südseite die Inschrift Ihren bis in den Tod Getreuen – Die Gemeinden Brachstedt, Hohen und Wurp. | Kriegerdenkmal Brachstedt            |
| Braschwitz            | Erster Weltkrieg                                                         | 094 55044 (gesamte Kirche)    | 51° 31′ 18,7″ N, 12° 3′ 33,9″ O  | Auf einer mit Helm und Eichenlaub kunstvoll gestalteten Konsole aufsitzende ebenfalls kunstvoll gestaltete Tafel an der Ostwand der Kirche St. Nicolai. Auf der Tafel befinden sich oberhalb eingerahmt von einem Kranz die Namen Gefallener und Vermisster und im unteren Bereich die Inschrift Ehre ihrem Andenken.                                                                                         | Kriegerdenkmal Braschwitz            |
| Dieskau               | Erster Weltkrieg                                                         | 094 77147                     | 51° 26′ 33,7″ N, 12° 2′ 2,3″ O   | Denkmal in Erinnerung an die Gefallenen aller Ortschaften des Pfarrbezirks Dieskau sowie des preußischen Amtsbezirks Dieskau. Ausgeführt als Stele auf einem mehrstufigen Sockel, die von einem expressionistischen Kreuzkranz gekrönt ist. Auf der Nordseite am Fuß der Stele eine Tafel mit nur noch teilweise zu erkennender Inschrift.                                                                    | Kriegerdenkmal Dieskau               |
| Dalena                | Erster Weltkrieg                                                         | 094 55097                     | 51° 38′ 48,2″ N, 11° 50′ 27,5″ O | Denkmal bestehend aus einem auf einem Bruchsteinsockel stehenden Gedenkstein. Im oberen Bereich des Gedenksteins befindet sich eine laubumkränzte Reliefdarstellung eines Stahlhelms, darunter Inschriften sowie die Namen und das jeweilige Todesdatum von vier Gefallenen. | Kriegerdenkmal Dalena                |
| Drehlitz              | Erster Weltkrieg                                                         | 094 55648                     | 51° 36′ 6,8″ N, 11° 57′ 52,5″ O  | Denkmal bestehend aus einem auf einem Sockel stehenden und mit einem Eisernen Kreuz gekrönten Gedenkstein. Im unteren Bereich des Gedenksteins befindet sich eine laubumkränzte Darstellung eines Stahlhelms, darüber Inschriften sowie die Namen der Gefallenen. | Kriegerdenkmal Drehlitz              |
| Eisdorf               | Deutsch-Französischer Krieg                                              | 094 55618                     | 51° 27′ 43,9″ N, 11° 49′ 12,2″ O | Ein auf einem Sockel stehender Obelisk gekrönt mit einer Neuen Deutschen Reichskrone. Auf allen vier Seiten befinden sich Gedenktafeln mit Inschriften und Namen der Gefallenen. Zunächst erstellt für die Gefallenen des Deutsch-Französischen Krieges und später erweitert um die der beiden Weltkriege. | Kriegerdenkmal Eisdorf               |
| Esperstedt            | Erster Weltkrieg                                                         | 094 65523                     | 51° 25′ 27,6″ N, 11° 40′ 22,9″ O | Eine ursprünglich bekrönte Stele (Krönung seit spätestens 2014 nicht mehr vorhanden) mit Gesims. An den Seiten teilweise verwitterte Inschriften. Inschrift an der Vorderseite: Ihrem im Weltkriege 1914-1918 gefallenen Helden, die dankbaren Gemeinden Ober- u. Unteresperstedt | Kriegerdenkmal Esperstedt            |
| Großkugel             | Erster Weltkrieg                                                         | 094 55137                     | 51° 25′ 1,8″ N, 12° 8′ 54″ O     | Denkmal in Form eines von zwei obeliskähnlichen Steinen eingefassten aufrechtstehenden Steins. Auf dem Stein befindet sich eine Gedenkplatte, die im oberen Bereich mit Eisernen Kreuz und Eichenlaub versehen ist und unter dem sich die Namen und Todesdaten von 22 Gefallenen befinden. | Kriegerdenkmal Großkugel             |
| Hohenthurm            | Erster Weltkrieg                                                         | 094 60949                     | 51° 31′ 19,4″ N, 12° 5′ 49,3″ O  | Mit einer niedrigen Porphyrsteinmauer umgebenes Denkmal in Form einer auf einem Sockel stehenden Stele. Auf der Vorderseite im oberen Bereich ist diese mit einem christlichen sowie drei Sternen und im unteren Bereich mit einem Eisernen Kreuz versehen, dazwischen finden sich die Namen der Gefallenen. Auf der Rückseite befindet sich ein Kranz.                                                       | Kriegerdenkmal Hohenthurm            |
| Holleben              | Erster Weltkrieg                                                         | 094 55654                     | 51° 26′ 16,2″ N, 11° 54′ 9,7″ O  | Bestehend aus einer Stele, die von einem Adler gekrönt und seitlich mit einem Schwert-Relief verziert ist sowie einer halbrunden Mauer, an der seit 2018 zusätzliche Namenstafeln angebracht sind, die links durch einen Soldaten mit Lorbeerkranz und rechts durch eine trauernde Frau begrenzt wird. | Kriegerdenkmal Holleben              |
| Kirchfährendorf       | Erster Weltkrieg                                                         | 094 20584                     | 51° 17′ 32,2″ N, 12° 3′ 26,2″ O  | Auf einem gestuften Betonsockel stehender und ursprünglich von einem Eisernen Kreuz gekrönter Kubus aus Muschelkalkstein. Auf der Vorderseite befindet sich ein Stahlhelm mit Lorbeerkranz. Eisernes Kreuz und Stahlhelm mit Lorbeerkranz wurden 1945 entfernt, der Stahlhelm mit Lorbeerkranz aber nach einer Restaurierung 2019 wieder hinzugefügt.                                                         |                                      |
| Kleineichstädt        | Deutsch-Dänischer Krieg, Deutscher Krieg und Deutsch-Französischer Krieg | 094 21117                     | 51° 19′ 41,8″ N, 11° 32′ 58,9″ O | Ursprünglich gekrönte auf einem gestuften Sockel stehende Stele mit sich in einem Siegeskranz kreuzenden Schwertern. Gewidmet den Gefallenen der Deutschen Einigungskriege. Die Inschriften sind verwittert. | Kriegerdenkmal Kleineichstädt        |
| Kleinkugel            | Erster Weltkrieg                                                         | 094 55537                     | 51° 27′ 15,7″ N, 12° 3′ 59,4″ O  | Denkmal aus in Zementmörtel gebundenen, pyramidenförmig aufgeschichteten Feldsteinen mit einem aufgesetzten Gedenkkreuz aus unpoliertem Granit, das neben der Inschrift Danket den 1914_1918 für Kaiser und Reich gefallenen Helden mit Taten!, mit einem Stahlhelm und einem Seitengewehr verziert ist. | Kriegerdenkmal Kleinkugel            |
| Knapendorf            | Deutsch-Französischer Krieg                                              | 094 20368                     | 51° 22′ 32,7″ N, 11° 56′ 18,7″ O | Klassizistisch gestaltetes Denkmal in Form einer ionischen Säule auf einem mit vier Blendsäulen flankierten Postament mit Gesims. Der untere Bereich des Postaments enthielt Textfelder, die heute verwittert sind. | Kriegerdenkmal Knapendorf            |
| Köchstedt             | Erster Weltkrieg                                                         | 094 55040 (Kirche)            | 51° 28′ 26,7″ N, 11° 48′ 12″ O   | Zwei Gedenktafeln und eine Sitzbank an der Westseite der Kirche St. Maria in Köchstedt, mit den Inschriften: Den Toten in Treue – die dankbare Heimat sowie Es starben für ihr Vaterland und den Namen, Sterbedaten und Todesort der Gefallenen. |                                      |
| Krosigk               | Erster Weltkrieg                                                         | 094 55658                     | 51° 36′ 33,6″ N, 11° 56′ 14,7″ O | Denkmal bestehend aus einem mit Feldsteinen umgebenen ungekrönten Gedenkstein aus Porphyr. An der Vorderseite des Gedenksteins befindet sich eine Inschrift zum Gedenken an die Gefallenen des Ersten Weltkriegs, auf der Rückseite wurde später eine Tafel zum Gedenken an die Gefallenen des Zweiten Weltkriegs angebracht.                                                                                 | Kriegerdenkmal Krosigk               |
| Kuckenburg            | Erster Weltkrieg                                                         | 094 65526                     | 51° 24′ 39,3″ N, 11° 39′ 16,6″ O | Denkmal bestehend aus einer von einem Eisernen Kreuz gekrönten Stele. Auf drei von vier Seiten werden unter anderem die Namen und Todesdaten der Gefallenen des Ersten Weltkriegs genannt. Später wurde an der Vorderseite auf dem Sockel ein polierter Granitstein für die Gefallenen des Zweiten Weltkriegs angebracht.                                                                                     | Kriegerdenkmal Kuckenburg            |
| Landsberg             | Erster Weltkrieg                                                         | 094 55293                     | 51° 31′ 32,6″ N, 12° 9′ 47,4″ O  | Kriegerdenkmal in Form eines christlichen Kreuzes aus Metall mit den Jahreszahlen 1914–1918 auf den vertikalen Balken, welches auf einem gestuften Sockel steht. | Kriegerdenkmal Landsberg             |
| Langenbogen           | Erster Weltkrieg                                                         | 094 55550                     | 51° 31′ 32,6″ N, 12° 9′ 47,4″ O  | Denkmal in Form einer Stele auf einem Sockel, gekrönt von einem Adler mit ausgebreiteten Flügeln. Am Sockel befindet sich eine Gedenktafel mit der Inschrift Die Toten zweier Weltkriege mahnen zum Frieden. | Kriegerdenkmal Langenbogen           |
| Langenbogen           | Deutsch-Dänischer Krieg, Deutscher Krieg und Deutsch-Französischer Krieg | 094 55206 (Kirche)            | 51° 29′ 1,4″ N, 11° 46′ 31,1″ O  | Denkmal auf dem Gelände der Kirche St. Magdalena, gewidmet den Gefallenen der Deutschen Einigungskriege. Das Denkmal ist als Sandsteinkubus, gekrönt von einem Eisernen Kreuz, ausgeführt. Die Inschriften sind erhaben auf dem Eisernen Kreuz angebracht. |                                      |
| Langeneichstädt       | Deutsch-Französischer Krieg                                              | 094 16932                     | 51° 20′ 43,7″ N, 11° 45′ 1,7″ O  | Klassizistisch gestaltetes Denkmal in Form einer ionischen Säule auf einem Postament mit Gesims. Der untere Bereich des Postaments enthielt Textfelder und Reliefs, die heute verwittert sind. An der Westseite wurde eine neue Tafel über der alten Inschrift angebracht. | Kriegerdenkmal Niedereichstädt       |
| Langeneichstädt       | Erster Weltkrieg                                                         | 094 16931                     | 51° 20′ 43,6″ N, 11° 44′ 57,8″ O | Bestehend aus einer Stele sowie einem halbrunden expressionistisch bekrönten Rondell, an dem die Jahreszahlen 1914 und 1918 angebracht wurden. Das Rondell wird links durch ein unbekanntes Relief und rechts durch ein Blumenrelief begrenzt. | Kriegerdenkmal Niedereichstädt       |
| Leimbach              | Erster Weltkrieg                                                         | 094 66058                     | 51° 21′ 42,2″ N, 11° 33′ 2,3″ O  | Bestehend aus einer Stele auf einem gestuften Sockel, gekrönt von einer Kugel mit vier Eisernen Kreuzen. Die Vorderseite zeigt das Relief eines geflügelten Kriegers oder Engels mit einem mit der Spitze auf dem Boden stehenden Schwert. | Kriegerdenkmal Leimbach              |
| Leuna                 | Erster Weltkrieg                                                         | 094 20776                     | 51° 19′ 51,8″ N, 12° 1′ 11″ O    | Denkmal in Form einer monumentalen Rotunde bzw. eines mit eckigen Säulen ausgeführten Monopteros. (Rundtempel) An der Unterkante des Dachs ist eine umlaufende Inschrift angebracht. | Kriegerdenkmal Leuna                 |
| Löbejün               | Erster Weltkrieg                                                         | 094 55213                     | 51° 38′ 15,6″ N, 11° 53′ 15,8″ O | Ausgeführt als Stele auf einem Sockel, die von einem expressionistischen Kreuzkranz gekrönt ist. Auf der Ost- und Westseite sind Tafeln mit den Namen der Gefallenen eingelassen, an der Nordseite eine Tafel mit nicht mehr zu erkennender Inschrift. | Kriegerdenkmal Löbejün               |
| Löbejün               | Zweiter Weltkrieg                                                        | 094 55221 (Friedhof)          | 51° 38′ 3,8″ N, 11° 54′ 15,6″ O  | Ausgeführt in Form eines Grabsteins mit dem Relief eines Eisernen Kreuzes und der Inschrift Den Gefallenen und Opfern 1939-1945. Das schlichte Denkmal enthält, nicht wie bei vielen anderen Kriegerdenkmalen, keine Namensliste von Gefallenen oder Vermissten. | Kriegerdenkmal Löbejün               |
| Merkewitz             | Erster Weltkrieg                                                         | 094 55510 (Kirche)            | 51° 34′ 28,8″ N, 11° 56′ 30″ O   | Ausgeführt in Form eines Grabsteins, beidseitig eingefasst mit jeweils einem aufrechtstehenden Stein. Auf dem Stein befindet sich die Inschrift Unseren Treuen Toten und eine Namensliste der Gefallenen sowie im oberen Bereich ein Eisernes Kreuz und Eichenlaub. |                                      |
| Merseburg             | Völkerschlacht bei Leipzig                                               |                               | 51° 21′ 36,6″ N, 12° 0′ 0″ O     | Exakt auf 12 Grad östlicher Länge, auf einem dreistufigen Podest stehendes Denkmal, bestehend aus einer auf einem beschrifteten Sockel stehenden und mit einer Kugel und einem Eisernen Kreuz bekrönten Säule. Das Denkmal befindet sich im Schlossgarten des Schloss Merseburg. | Kriegerdenkmal Merseburg             |
| Möritzsch             | Erster Weltkrieg                                                         | unbekannt, Neueintragung 2016 | 51° 21′ 25″ N, 12° 11′ 5,4″ O    | Aus Muschelkalk bestehender Gedenkstein auf einem Podest neben der Friedenseiche für die Gefallenen des Deutsch-Französischen Kriegs. Am Gedenkstein ist eine Granittafel, mit der Inschrift VERGISS MEIN VOLK DIE TEUREN TOTEN NICHT - Unseren gefallenen Helden und den Namen der Gefallenen, angebracht.                                                                                                   |                                      |
| Morl                  | Erster Weltkrieg                                                         | 094 55488 (Kirche)            | 51° 33′ 12,3″ N, 11° 55′ 23,8″ O | Ausgeführt in Form eines Pyramidenstumpfes aus halleschem Porphyr mit eingelassener Gedenktafel, verziert mit dem Relief eines Stahlhelms und eines Eisernen Kreuzes. Die Gedenktafel enthält die Namen der Gefallen sowie die Inschrift Den Heldentod für uns und ihr Vaterland starben im Weltkriege 1914 / 18.                                                                                             | Kriegerdenkmal Morl                  |
| Mücheln               | Völkerschlacht bei Leipzig                                               | 094 20350 (Stadtpark Mücheln) | 51° 18′ 3,6″ N, 11° 48′ 22,2″ O  | Denkmal bestehend aus einem schlichten Stein in Form eines Grabsteins. Mit den Inschriften dem Andenken der in der hiesigen Kirche im Oktober 1813 an ihren Wunden verstorbenen und hier ruhenden Krieger und Gewidmet von der Commune in Mücheln. | Kriegerdenkmal Mücheln               |
| Mücheln               | Deutsch-Französischer Krieg                                              | 094 20350 (Stadtpark Mücheln) | 51° 18′ 5,6″ N, 11° 48′ 23,9″ O  | Denkmal in Form einer auf einem gestuften Sockel stehenden und mit einem Adler mit offenen Schwingen gekrönten ionischen Säule. Der Sockel ist mit verwitterten Inschriften versehen und mit einem Eisernen Kreuz verziert. | Kriegerdenkmal Mücheln               |
| Mücheln               | Erster Weltkrieg                                                         | 094 20350 (Stadtpark Mücheln) | 51° 18′ 5,6″ N, 11° 48′ 22,6″ O  | Kniender Soldat mit Schwert und Kranz auf einem mit vier Blendsäulen flankierten Postament, das auf einem gestuften Podest steht. Der untere Bereich des Postaments enthält auf allen Seiten Felder mit den Namen von Gefallenen. | Kriegerdenkmal Mücheln               |
| Müllerdorf            | Erster Weltkrieg                                                         | 094 55596                     | 51° 30′ 39″ N, 11° 47′ 26,7″ O   | Denkmal in Form einer mit Stahlhelm gekrönten Stele auf gestuftem Sockel. Im oberen Bereich der Stele befindet sich ein Relief mit einem Eisernen Kreuz eingerahmt von Grünzeug und im unteren Bereich eine, teilweise von Wolken verdeckte, untergehende Sonne. | Kriegerdenkmal Müllerdorf            |
| Nemsdorf              | Erster Weltkrieg, Zweiter Weltkrieg                                      | 094 16940                     | 51° 21′ 50″ N, 11° 39′ 29,3″ O   | Freistehendes Denkmal ausgeführt in Form eines quaderförmigen Muschelkalk-Monoliths mit Relief eines Eisernen Kreuzes, auf einem mehrstufigen Postament. Auf dem Monolith die ruhende Figur eines erschöpften Soldaten und Inschriften sowie die Namen von Gefallenen und Vermissten des Ersten und Zweiten Weltkriegs.                                                                                       | Kriegerdenkmal Nemsdorf              |
| Niemberg              | Erster Weltkrieg                                                         | 094 55278 (Kirche)            | 51° 32′ 58,7″ N, 12° 5′ 19,6″ O  | Stele in Form eines aufrecht stehenden außerirdischen Sarkophags mit 15 umlaufend direkt an der Stele angebrachten aufrecht stehenden Einzelsteinen. An jedem dieser Steine wird eines Gefallenen gedacht, die Inschriften sind verwittert. Spätestens 2020 wurde um das Denkmal eine Bauchbinde aus Metall mit Inschrift angebracht.                                                                         | Kriegerdenkmal Niemberg              |
| Obhausen              | Deutsch-Französischer Krieg, beide Weltkriege                            | 094 16945                     | 51° 23′ 30″ N, 11° 39′ 20,1″ O   | Eine Stele gekrönt von einem Eisernen Kreuz, mit einem Siegeskranz verziert und auf allen vier Seiten Inschriften zum Gedenken an die Gefallenen im Deutsch-Französischen Krieg. Direkt daneben Denkmal in Form eines großen Sarges, darauf liegend ein Kranz und ein Stahlhelm. An den Seiten mit Inschriften und Kranz versehen.                                                                            | Kriegerdenkmal Obhausen              |
| Reipisch              | Erster Weltkrieg                                                         | 094 65802                     | 51° 19′ 8″ N, 11° 56′ 28,3″ O    | Obelisk aus Porphyr mit Inschriften und Verzierungen auf allen vier Seiten. Eine Seite ziert eine brennende Kugel, aus der die Flammen oben aus einem kurzen Ansatz empor züngeln. Nach deutlichem Verfall des Steins Restauration und Wiederherstellung 2014. | Kriegerdenkmal Reipisch              |
| Rodden                | Erster Weltkrieg                                                         | unbekannt, Neueintragung 2016 | 51° 20′ 0,4″ N, 12° 9′ 37,2″ O   | Mit Eisernem Kreuz gekrönte Stele unter einer Friedenseiche, mit der Inschrift Zum ehrenden Gedächtnis ihrer im Weltkriege gefallenen Helden gewidmet. Die dankbare Gemeinde und den Namen von Gefallenen des Ersten und später Im Gedenken der Gefallenen des 2. Weltkrieges |                                      |
| Schlettau             | Erster Weltkrieg                                                         | 094 55278 (Kirche)            | 51° 39′ 13,9″ N, 11° 52′ 50″ O   | Obelisk auf gestuftem Sockel, neben Eichenlaub und Eisernen Kreuzen, verziert mit dem Relief eines Soldaten, der den Kopf gesenkt hält und sein Gewehr innehaltend auf den Boden gestellt hat. Auf allen vier Seiten mit Inschriften versehen. |                                      |
| Spergau               | Erster Weltkrieg                                                         |                               | 51° 17′ 37,6″ N, 12° 1′ 26,3″ O  | Stele auf gestuftem Sockel auf der sich eine steinerne Statue in Form eines knieenden Soldaten befindet. Inschriften auf zwei Tafeln an den Seiten der Stele. Errichtet 1920 an einer Stelle, wo bereits 1880 ein Denkmal errichtet wurde. 1945 beschädigt, 1970 abgerissen, 1993 rekonstruiert und 1995 um die Gefallenen des Zweiten Weltkriegs ergänzt.                                                    | Kriegerdenkmal Reipisch              |
| Teicha                | Erster Weltkrieg                                                         | 094 55474 (Kirche)            | 51° 33′ 33,7″ N, 11° 57′ 14″ O   | Stele aus Porphyr gekrönt mit einem Eisernen Kreuz, eingefasst von den Mauern eines Halbrondells, ohne Namen von Gefallenen |                                      |
| Teutschenthal         | Erster Weltkrieg                                                         | 094 55641                     | 51° 26′ 43,4″ N, 11° 47′ 31″ O   | Denkmal in Form eine Mauer mit figürlichen Terrakottareliefs und einem Relief mit zwei Soldaten die für einen dritten Soldaten die Totenwache halten. Über den Soldaten befindet sich die Inschrift 1914-Ich hatte einen Kameraden, einen bessern findst Du nit-1918. Eine Gedenktafel zeigt die Inschrift Ihren gefallenen Söhnen von der Gemeinde Oberteutschenthal gewidmet.                               | Kriegerdenkmal Teutschenthal         |
| Untermaschwitz        | Erster Weltkrieg                                                         | 094 55329 (Kirche)            | 51° 31′ 54,3″ N, 12° 1′ 59,1″ O  | Stele gekrönt mit einem Eisernen Kreuz, im unteren Bereich verziert mit einem Relief eines Stahlhelms vor gekreuzten Schwertern und Eichenlaub. An den Seiten befindet sich die Inschrift VON UNS - FÜR UNS STARBEN IM WELTKRIEG 1914 - 1918 und die Namen von Gefallenen. | Kriegerdenkmal Untermaschwitz        |
| Wallwitz              | Erster Weltkrieg                                                         | 094 55503                     | 51° 34′ 40,9″ N, 11° 56′ 0,6″ O  | Von einer Kugel gekrönte Porphyrstele auf einem gestuften Sockel, verziert mit vier Eisernen Kreuzen. Auf der Westseite eingelassene Inschrift UNSERN TREUEN TOTEN und die Namen von Gefallenen. | Kriegerdenkmal Wallwitz              |
| Wengelsdorf           | Deutsche Einigungskriege                                                 | 094 12166                     | 51° 16′ 54,2″ N, 12° 2′ 23,7″ O  | Ungekrönter Obelisk auf allen vier Seiten mit Reliefen von Eisernen Kreuzen verziert, auf einem mehrstufigen Postament. Am Postament rundum Tafeln mit Namen von Gefallenen der Deutschen Einigungskriege 1864, 1866 und 1870/71, später ergänzt um Namen von Gefallenen des Ersten Weltkriegs. | Kriegerdenkmal Wengelsdorf           |
| Werderthau            | Erster Weltkrieg                                                         |                               | 51° 37′ 26,5″ N, 11° 59′ 56,2″ O | Denkmal bestehend aus einem behauenen Findling, der auf der Südseite mit verwitterten Inschriften versehen ist. Im oberen Bereich befindet sich das Relief eines Stahlhelms vor Laub und einem Dolch. | Kriegerdenkmal Werderthau            |
| Wettin                | Erster Weltkrieg                                                         | 094 55419 (Kirche)            | 51° 35′ 9,8″ N, 11° 48′ 20,4″ O  | Gedenktafel in Form eines ausgeklappten Altars mit jeweils rechts und links fünf beschrifteten Tafeln. Nachträglich ergänzt um die Inschrift Den Gefallenen des II. Weltkrieges und den zivilen Opfern der Nachkriegszeit zum Gedenken. | Kriegerdenkmal Wettin                |
| Witzschersdorf        | Erster Weltkrieg                                                         | unbekannt, Neueintragung 2016 | 51° 19′ 12,1″ N, 12° 7′ 59,3″ O  | Stele aus Kalkstein auf gestuftem Podest, versehen mit einem Stahlhelm und einem Eisernen Kreuz sowie einer Gedenktafel mit den Namen von Gefallenen. | Kriegerdenkmal Witzschersdorf        |
| Wüsteneutzsch         | Erster Weltkrieg                                                         | unbekannt, Neueintragung 2016 | 51° 19′ 37,1″ N, 12° 4′ 18,7″ O  | Stele aus Kalkstein auf gestuftem Podest, versehen mit einem Stahlhelm und einem Eisernen Kreuz sowie den Inschriften Unseren Helden zum Gedenken 1914–1918 und Zum ewigen Gedenken der Gefallenen 1939–1945 sowie den Namen von Gefallenen. | Kriegerdenkmal Wüsteneutzsch         |
| Zscherben             | Erster Weltkrieg                                                         | 094 55386                     | 51° 28′ 7,1″ N, 11° 52′ 10,6″ O  | Stele auf gestuftem Podest, gekrönt mit einer Weltkugel, die von einer Friedenstaube zusammen gehalten wird. Inschriften: Vorderseite UNSERE TOTEN MAHNEN, linke Seite UNSERE TOTEN 1939 1945, rechte Seite UNSERE TOTEN 1914 1918. Das Kriegerdenkmal wurde erst 1952 errichtet. | Kriegerdenkmal Zscherben             |